# 佩克萊峰

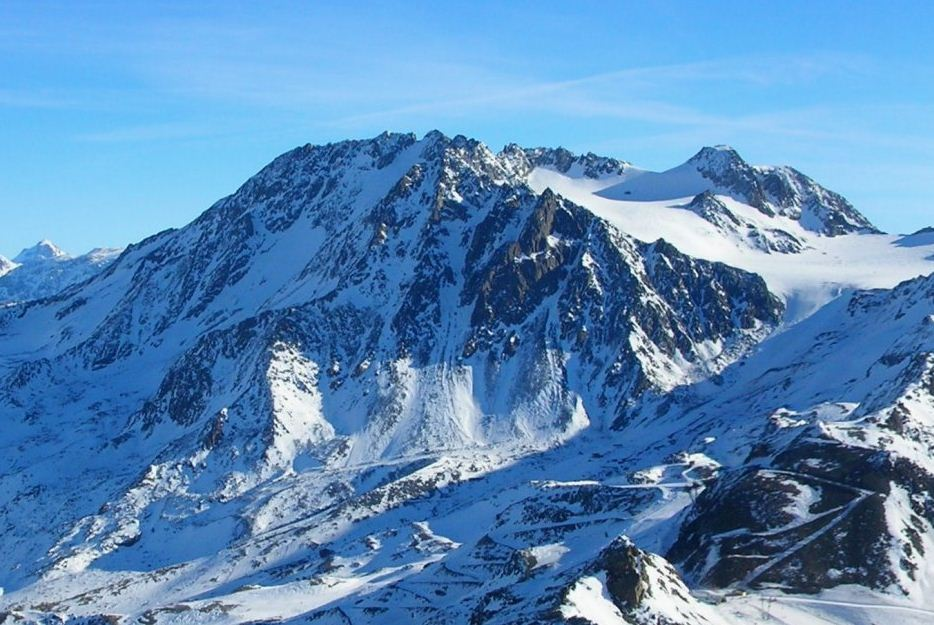

45°16′52″N 06°37′26″E / 45.28111°N 6.62389°E
佩克萊峰（法語：Aiguille de Péclet），是法國的山峰，位於該國東南部，由奧文尼-隆-阿爾卑斯大區負責管轄，屬於格拉耶山的一部分，海拔高度3,561米，每年平均降雨量1,479毫米。